# Buone notizie (Drupi)
Buone notizie è il diciassettesimo album di Drupi, pubblicato nel 2004.
A sette anni di distanza dalla pubblicazione di Bella e strega, l'artista torna con un album a tratti autobiografico e scritto per gran parte con la moglie Dorina, la quale canta nel brano d'apertura E allora via. Fu l'unico album di Drupi pubblicato per l'etichetta NAR International.

## Tracce
1. Allora via – 4:48 (Drupi-Dorina Dato)
2. Ridammi il sole – 4:44 (Drupi-D. Dato)
3. Colpa dell'amore – 4:22 (A. Gennari-Drupi-D. Dato)
4. Oggi interroghiamo Giampiero – 4:11 (W. Bassani-Drupi-D. Dato)
5. Come un bambino – 3:19 (Drupi-D. Dato)
6. Piera e Salvatore – 4:13 (Drupi-D. Dato)
7. Il tuo amore – 4:02 (C. Aniasi)
8. Buone notizie – 4:50 (W. Bassani-Drupi-D. Dato)
9. Amore amore amore – 3:36 (Drupi-D. Dato)
10. Io crescerò – 3:56 (W. Bassani)
11. La mia libertà – 5:30 (Drupi-D. Dato)
12. Amore amico – 4:31 (Drupi-D. Dato)

## Musicisti
- Drupi: voce
- Giorgio Cocilovo: chitarra
- Dorina Dato: tastiera, cori
- Riccardo Roattino: chitarra
- Walter Bassani: tastiera
- Antonio Lupi: basso
- Lele Melotti: batteria, percussioni
- Roberto Pastori: basso
- Denny Manzo: batteria, percussioni
- Walter Robuffo: basso
- Angelo Trabucco: batteria, percussioni
- Amedeo Bianchi: sax
- Arrangiamenti: Drupi e Walter Bassani